# بودينغ ميل لين (محطة مترو أنفاق لندن)
بودينغ ميل لين (بالإنجليزية: Pudding Mill Lane)‏ هي إحدى محطات مترو أنفاق لندن. تقع على خط قطار دوكلاندز الخفيف (فرع ستراتفورد) أفتتحت في المنطقة (Zone) رقم 2 و3 أفتتحت في 15 يناير 1996. 